# دانشکده مهندسی و فناوری کشاورزی دانشگاه تهران
دانشکده مهندسی و فناوری کشاورزی دانشگاه تهران یکی از دانشکده‌های دانشگاه تهران در دانشکدگان کشاورزی و منابع طبیعی دانشگاه تهران است که با ادغام دانشکده آب و خاک (شامل دو گروه آبیاری و خاکشناسی) و دانشکده مهندسی بیوسیستم (متشکل از دو گروه صنایع غذایی و ماشین‌های کشاورزی) تاسیس گردید.

## گروه های آموزشی
- گروه مهندسی ماشین های کشاورزی
- گروه علوم و مهندسی صنایع غذایی
- گروه مهندسی آبیاری و آبادانی

- گروه مهندسی علوم خاک

## رشته های آموزشی

### مقطع کارشناسی
- مهندسی ماشین های صنایع غذایی
- مهندسی مکانیک بیوسیستم
- مهندسی آبیاری
- مهندسی مکانیزاسیون کشاورزی
- علوم و مهندسی صنایع غذایی
- علوم و مهندسی خاک

### مقطع کارشناسی ارشد
- مهندسی مکانیزاسیون کشاورزی انرژی
- مهندسی مکانیک بیوسیستم انرژی های تجدیدپذیر
- مهندسی مکانیک بیوسیستم طراحی و ساخت
- مهندسی مکانیک بیوسیستم فناوری پس از برداشت
- مهندسی آبیاری آبیاری و زهکشی
- مهندسی آبیاری سازه های آبی
- مهندسی آبیاری منابع آب
- مهندسی آبیاری هواشناسی کشاورزی
- علوم و مهندسی صنایع غذایی مهندسی صنایع غذایی
- علوم و مهندسی صنایع غذایی فناوری مواد غذایی
- علوم و مهندسی صنایع غذایی زیست فناوری مواد غذایی
- علوم و مهندسی صنایع غذایی شیمی مواد غذایی

### مقطع دکترا
- مکانیزاسیون کشاورزی انرژی
- مکانیک بیوسیستم انرژی های تجدیدپذیر
- مکانیک بیوسیستم طراحی ماشین های کشاورزی
- مکانیک بیوسیستم فناوری پس از برداشت
- مهندسی آب آبیاری و زهکشی
- مهندسی آب سازه های آبی
- مهندسی آب منابع آب
- مهندسی آب هواشناسی کشاورزی
- علوم و مهندسی صنایع غذایی مهندسی صنایع غذایی
- علوم و مهندسی صنایع غذایی فناوری مواد غذایی
- علوم و مهندسی صنایع غذایی زیست فناوری مواد غذایی
- علوم و مهندسی صنایع غذایی شیمی مواد غذایی

## نشریات علمی
نشریات وابسته به دانشکده مهندسی و فناوری دانشگاه تهران به شرح زیر است:
- نشریه علمی پرژوهشی مهندسی بیوسیستم ایران[۱]
- نشریه دانشجویی علمی تخصصی صنعت سبز[۲]
- نشریه دانشجویی آبخوان[۳]
- نشریه دانشجویی پابدیا[۴]
- نشریه دانشجویی خاکدانه